# Cloruro di allile
Il cloruro di allile è il composto organico clorurato di formula molecolare CH2=CHCH2Cl. È un liquido incolore di odore senapato sgradevole, poco solubile in acqua, ma solubile in comuni solventi organici. Si ottiene dal propilene, ed è utilizzato principalmente per sintetizzare epicloridrina.

## Storia
Il cloruro di allile fu ottenuto per la prima volta nel 1857 da Auguste André Thomas Cahours e August Wilhelm von Hofmann facendo reagire alcool allilico e tricloruro di fosforo.

## Produzione
Il cloruro di allile si prepara industrialmente per reazione tra propilene e cloro. A temperatura inferiore si forma principalmente 1,2-dicloropropano, ma a 300–500 °C il prodotto principale è il cloruro di allile: 
{\displaystyle {\ce {CH3CH=CH2 + Cl2 -> ClCH2CH=CH2 + HCl}}}
La reazione procede con un meccanismo radicalico. Nel 1997 la produzione è stata di circa 850 000 tonnellate.

## Reattività
Il cloruro di allile è un composto molto reattivo, dato che contiene sia un doppio legame, che può dare le usuali reazioni di addizione e polimerizzazione, sia un atomo di cloro che può essere facilmente sostituito da altri gruppi funzionali. 

## Applicazioni
La maggior parte del cloruro di allile è usato per sintetizzare epicloridrina. Altri derivati di importanza commerciale comprendono alcool allilico, allilammina, isotiocianato di allile (olio di mostarda sintetico) e allilsilano.
In laboratorio il cloruro di allile è usato per le sue proprietà alchilanti, utili nella sintesi di medicinali e pesticidi. Esempi sono la cianazione a cianuro di allile (CH2=CHCH2CN), l'accoppiamento riduttivo a diallile, l'addizione ossidativa al palladio per ottenere il dimero cloruro di allilpalladio (C3H5)2Pd2Cl2, e la deidroalogenazione a ciclopropene. 

## Tossicità / Indicazioni di sicurezza
Il cloruro di allile è un composto volatile e molto infiammabile. È tossico per ingestione, inalazione e contatto cutaneo. Provoca irritazioni agli occhi, alla pelle e alle vie respiratorie. È un sospetto cancerogeno e mutageno. È molto pericoloso per gli organismi acquatici.